# Осокин, Борис Иванович
Борис Иванович Осокин (11 июля 1937, Кинешма, РСФСР, СССР — 9 декабря 2016) — советский передовик производства, новатор, лауреат Государственной премии СССР.

## Биография
С 1962 года работал на Красноволжском хлопчатобумажном комбинате (Кинешма).
С 1970 года бригадир комплексной бригады, помощник мастера. С 1 августа 1981 года руководимый им коллектив стал работать единой комплексной бригадой. С 1986 года, после установки нового оборудования, обслуживал 40 ткацких станков марки «АТПР-100—4» при норме 34.
Организовал школу новаторского опыта.

## Награды и звания
- Орден Ленина;
- Орден Трудового Красного Знамени;
- Орден «Знак Почёта»;
- Государственная премия СССР (1983 год) — за большой вклад в увеличение выпуска и улучшение качества товаров народного потребления.
- «Почётный гражданин города Кинешмы» (1987 год).